# Anarkistinternationalen
Anarkistinternationalen, IFA, bildades vid kongressen i S:t Imier 15-16 september 1872 som en reaktion på att bakunisterna uteslutits ur Första internationalen. Man deklarerade där:
- att proletariatets första plikt är att förinta varje politisk makt
- att varje organisering av den politiska makten som en så kallad provisorisk och revolutionär makt, vilken ger sig ut för att vilja förinta sig själv, endast är en villfarelse och farligare för proletariatet än alla idag existerande regeringar
- att proletariatet måste tillbakavisa varje kompromiss och varje utslag av borgerlig politik för att i stället utveckla solidaritet och revolutionär aktion. På så sätt kan den sociala revolutionen fullbordas. [1]

IFA höll sin andra internationella konferens i Paris 1-4/8 1971, den tredje i Carrara 23-27/3 1978 och den fjärde i Oslo 6/10 1984. IFA/IA/AI är fortfarande verksam, med sekretariat i Milano och med nationella federationer som svenska AFIS (Anarkistfederationen i Sverige).